# ساوریس
ساوریس (به ایتالیایی: Sauris) یک منطقهٔ مسکونی در ایتالیا است که در استان اودینه واقع شده‌است.

## خصوصیات
ساوریس ۴۱٫۴ کیلومترمربع مساحت و ۴۲۱ نفر جمعیت دارد و ۱٬۲۱۲ متر بالاتر از سطح دریا واقع شده‌است.